# Cruz de la Victoria
La cruz de la Victoria es una cruz latina que se encuentra en la Cámara Santa de la catedral de Oviedo. Alfonso III el Magno, rey de Asturias, la donó a la iglesia de San Salvador de Oviedo en el año 908, según consta en una inscripción colocada en el reverso de la cruz. Es el principal símbolo representativo del Principado de Asturias, al figurar tanto en su bandera como en su escudo.

## Historia

Ilustración de la cruz de la Victoria.

La cruz de la Victoria fue donada a la catedral de San Salvador de Oviedo por el rey Alfonso III el Magno y por su esposa, la reina Jimena de Asturias, en el año 908, según consta en una inscripción colocada en el reverso de la cruz. Fue realizada, según consta en la misma inscripción, en el castillo de Gauzón, emplazado en el Peñón de Raíces (Castrillón), en las inmediaciones de la ría de Avilés. Dicho castillo, que contaba con un taller de orfebrería, había sido donado en el año 905, junto con varias iglesias, a la iglesia de San Salvador de Oviedo, por el rey Alfonso III el Magno.

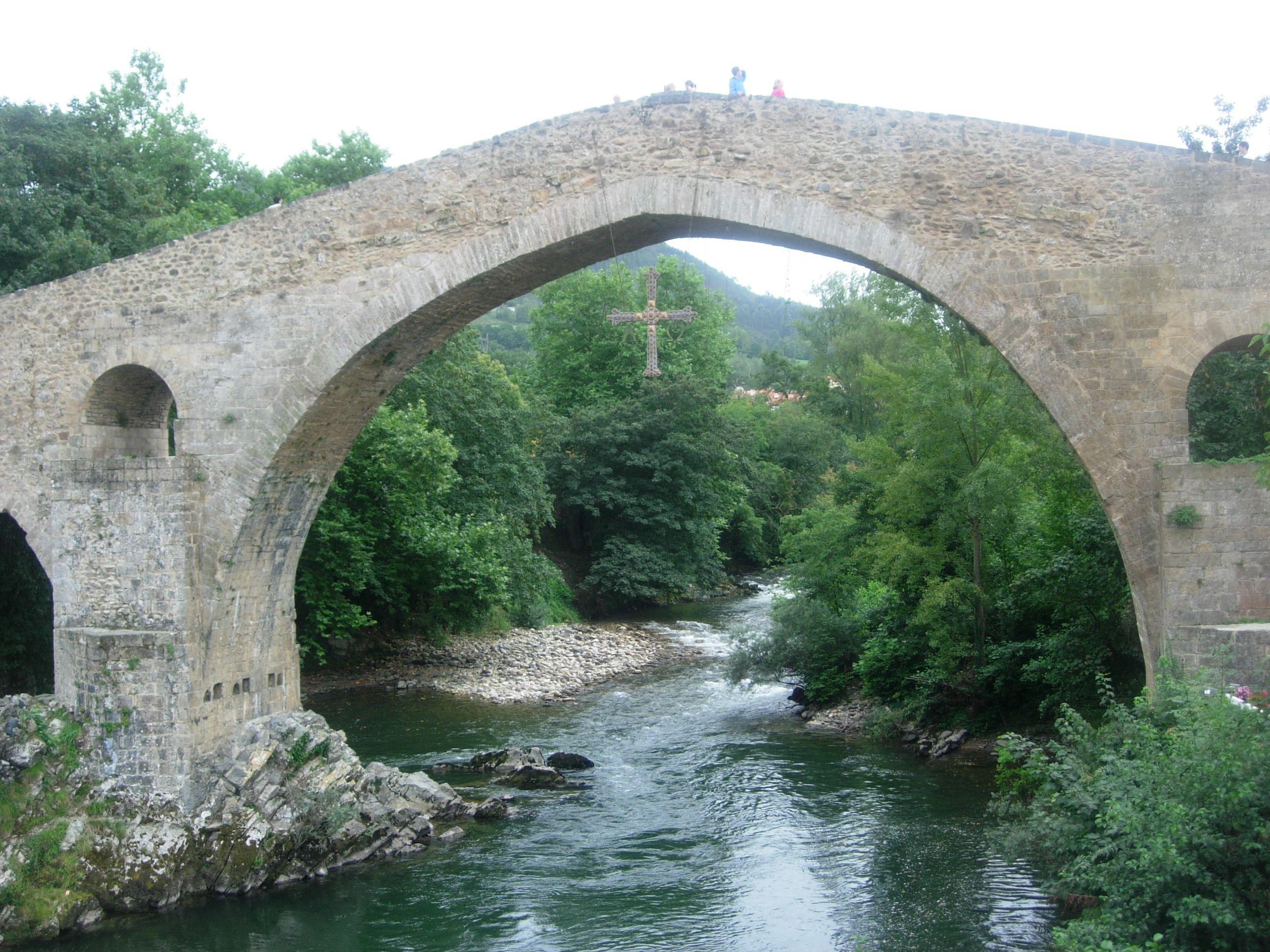
Puente de Cangas de Onís. De su arco central cuelga una reproducción de la cruz de la Victoria.

Según refiere la tradición, la cruz de madera que se encuentra en el interior de la cruz de la Victoria fue la que el rey don Pelayo enarboló en la batalla de Covadonga, librada en el año 722, en la que las tropas asturianas derrotaron a las musulmanas. No obstante, dicha tradición, que no fue recogida por los eruditos hasta el siglo XVI, ha sido desmentida recientemente por los arqueólogos César García de Castro Valdés y Alejandro García-Álvarez del Busto, que han demostrado, basándose en la prueba del carbono-14, que la cruz de madera que se encuentra en el interior de la cruz de la Victoria procede de un árbol talado durante el reinado de Alfonso III el Magno, y no de la época de don Pelayo, primer rey de Asturias.
Diversos autores señalan que la cruz pudo tener en el pasado un carácter ceremonial, sirviendo de guion en procesiones solemnes. Existen testimonios de época moderna de que en tiempos de guerra la cruz era sacada de la Cámara Santa de Oviedo y depositada en el altar mayor de la catedral ovetense, a fin de impetrar la paz y la victoria frente a los enemigos.
En 1934, durante la Revolución de Asturias, la Cámara Santa de Oviedo fue impactada por un proyectil de artillería disparado por los revolucionarios contra tropas que la utilizaban de parapeto, y las reliquias y objetos allí conservados, incluidas la Cruz de los Ángeles, el Arca Santa y la Caja de las Ágatas, sufrieron graves desperfectos y hubieron de ser restauradas en 1942, aunque la cruz de la Victoria apenas sufrió daños. No obstante, la restauración de 1942, a la que también fue sometida la cruz de la Victoria, ha sido considerada por diversos historiadores como una violación de los principios arqueológicos, artísticos e históricos, pues en algunos casos los daños fueron reparados sin tomar precauciones que permitieran posteriormente diferenciar los elementos originales de los añadidos.
En 1977 se cometió un robo en la catedral de Oviedo. La cruz de la Victoria fue sustraída y posteriormente recuperada. No obstante, y debido a los graves desperfectos que sufrió, hubo de ser restaurada por la Comisión para la restauración de las joyas históricas de la Cámara Santa de la catedral de Oviedo, presidida por el presidente del cabildo catedralicio ovetense, y creada para reparar los daños causados por el robo de 1977. La comisión entregó la cruz de la Victoria a la catedral, después de haber sido restaurada en el taller de Pedro Álvarez, en 1982, y la cruz volvió entonces a la Cámara Santa de Oviedo.
La cruz de la Victoria se convirtió en el emblema heráldico del Principado de Asturias, debido, en parte, a la intervención del ilustrado Gaspar Melchor de Jovellanos. El actual escudo del Principado de Asturias fue aprobado por ley de 27 de abril de 1984, y está basado en el que la Diputación Provincial de Oviedo adoptó en el año 1857, en el que aparecía la imagen de la cruz de la Victoria.

## Descripción
La cruz de la Victoria es de tipo latino, y está formada por dos piezas de madera unidas en el centro de la cruz, donde se encuentra un compartimento para albergar reliquias. Dicho compartimento contuvo en el pasado, según refieren diversos autores, un fragmento del Lignum Crucis. Los brazos de la cruz, que parten de un medallón central, se ensanchan ligeramente desde el medallón conforme avanzan hacia los extremos, que acaban en tres medios círculos rematados a su vez por otros tres círculos casi cerrados. No obstante, el extremo inferior de la cruz, que le sirve de base, termina en dos círculos casi cerrados y no en tres, a fin de dejar espacio al astil que permite mantener la cruz en posición vertical.
La cruz mide 920 mm de alto por 720 mm de ancho, y el diámetro de su medallón central mide 140 mm. Los brazos laterales de la cruz miden 230 mm cada uno. El brazo superior mide 350 mm y el inferior 430 mm. El grosor de la mayor parte de la cruz alcanza los 25 milímetros, aunque el grosor del medallón central llega a los 40 mm. La cruz de la Victoria pesaba 4.967 gramos.
La cruz está recubierta con oro, esmaltes y pedrería tallada o en forma de cabujón, y su estilo muestra ciertas semejanzas, en opinión de diversos autores, con la orfebrería carolingia del siglo IX. En el reverso de la cruz, que es liso y contiene escasas labores de orfebrería, hay incrustadas cuatro gemas en forma de cabujón en cada uno de los extremos. Otras gemas más pequeñas están incrustadas en los bordes, y los clavos que fijan la lámina de oro a la cruz de madera están ocultos por florecillas, esferitas y formas amigdaloides soldadas.

### Inscripciones del reverso

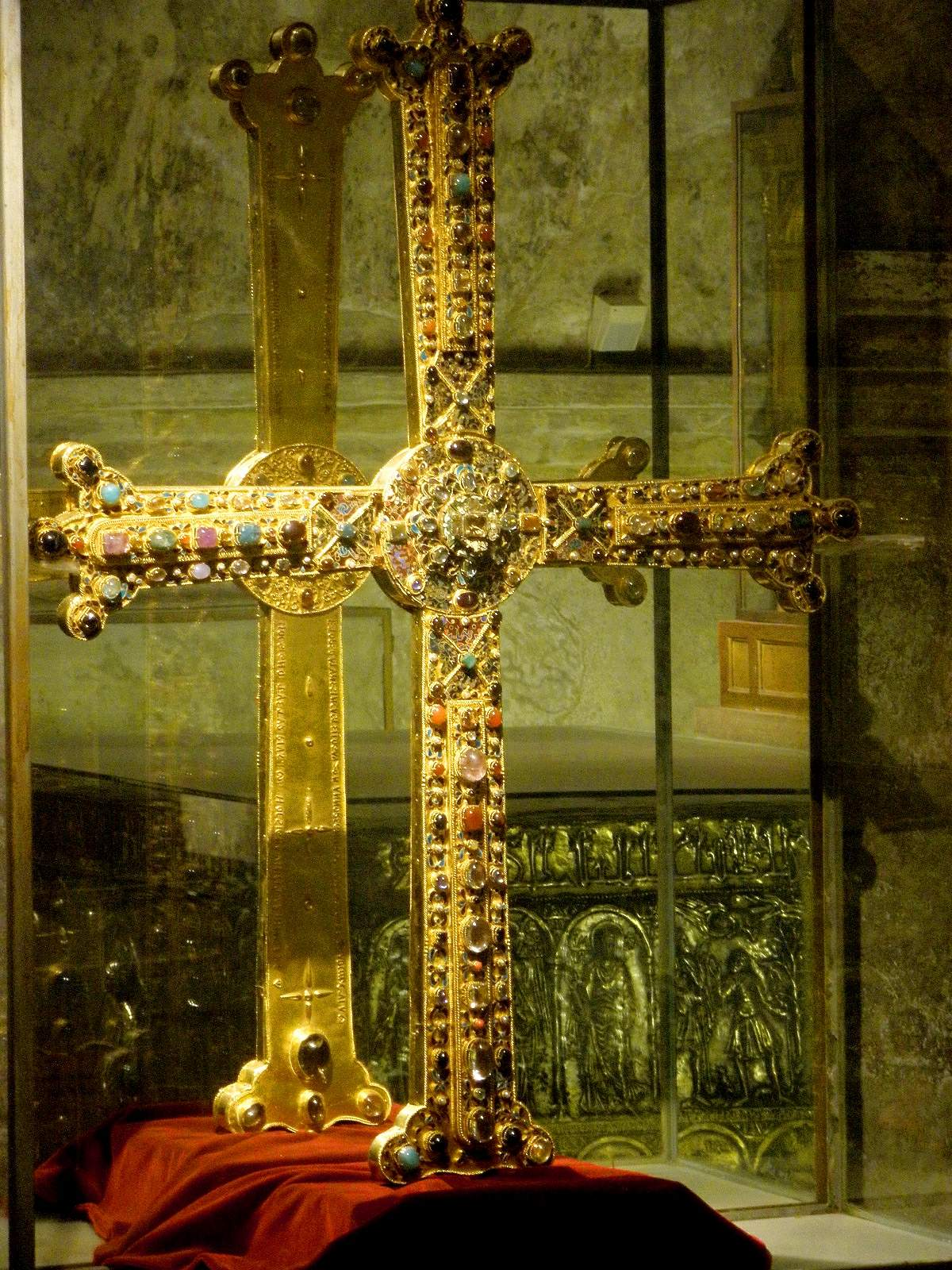
Cruz de la Victoria. Cámara Santa de la Catedral de San Salvador de Oviedo.

En el reverso de la cruz de la Victoria se encuentran soldadas las siguientes leyendas, compuestas a partir de letras de oro:
- Brazo superior:

"SVSCEPTVM PLACIDE MANEAT HOC IN HONORE DI QVOD OFFERVNT / FAMVLI XPI ADEFONSVS PRINCES ET SCEMENE REGINA"

- Brazo derecho (brazo izquierdo del observador):

"QVISQVIS AVFERRE HOC DONARIA NOSTRA PRESVMSERIT FVLMINE DIVINO INTEREAT IPSE"

- Brazo izquierdo (brazo derecho del observador):

"HOC OPVS PERFECTVM ET CONCESSVM EST SANTO SALVATORI OVETENSE SEDIS"

- Brazo inferior:

"HOC SIGNO TVETVR PIVS HOC SIGNO VINCITVR INIMICVS / ET OPERATVM ES IN CASTELLO GAVZON AGNO REGNI NSI XLII DISCVRRENTE ERA DCCCCXLVIA"

Las inscripciones latinas colocadas en el reverso de la cruz de la Victoria, vienen a decir traducidas al castellano:

"Recibido complacientemente, permanezca esto en honor de Dios, que ofrecen los servidores de Cristo Alfonso príncipe y Jimena reina. Quienquiera que pretendiera arrebatar este don nuestro, así perezca por el rayo divino. Esta obra se terminó y concedió a la sede ovetense de San Salvador. Por este signo es protegido el piadoso. Por este signo es vencido el enemigo. Y se fabricó en el castillo de Gauzón el año 42 de nuestro reinado, transcurriendo la Era 946 (año 908)."